# Tectocepheus punctulatus
Tectocepheus punctulatus är en kvalsterart som beskrevs av Djaparidze 1985. Tectocepheus punctulatus ingår i släktet Tectocepheus och familjen Tectocepheidae. Inga underarter finns listade i Catalogue of Life.